# Hugo Meurer

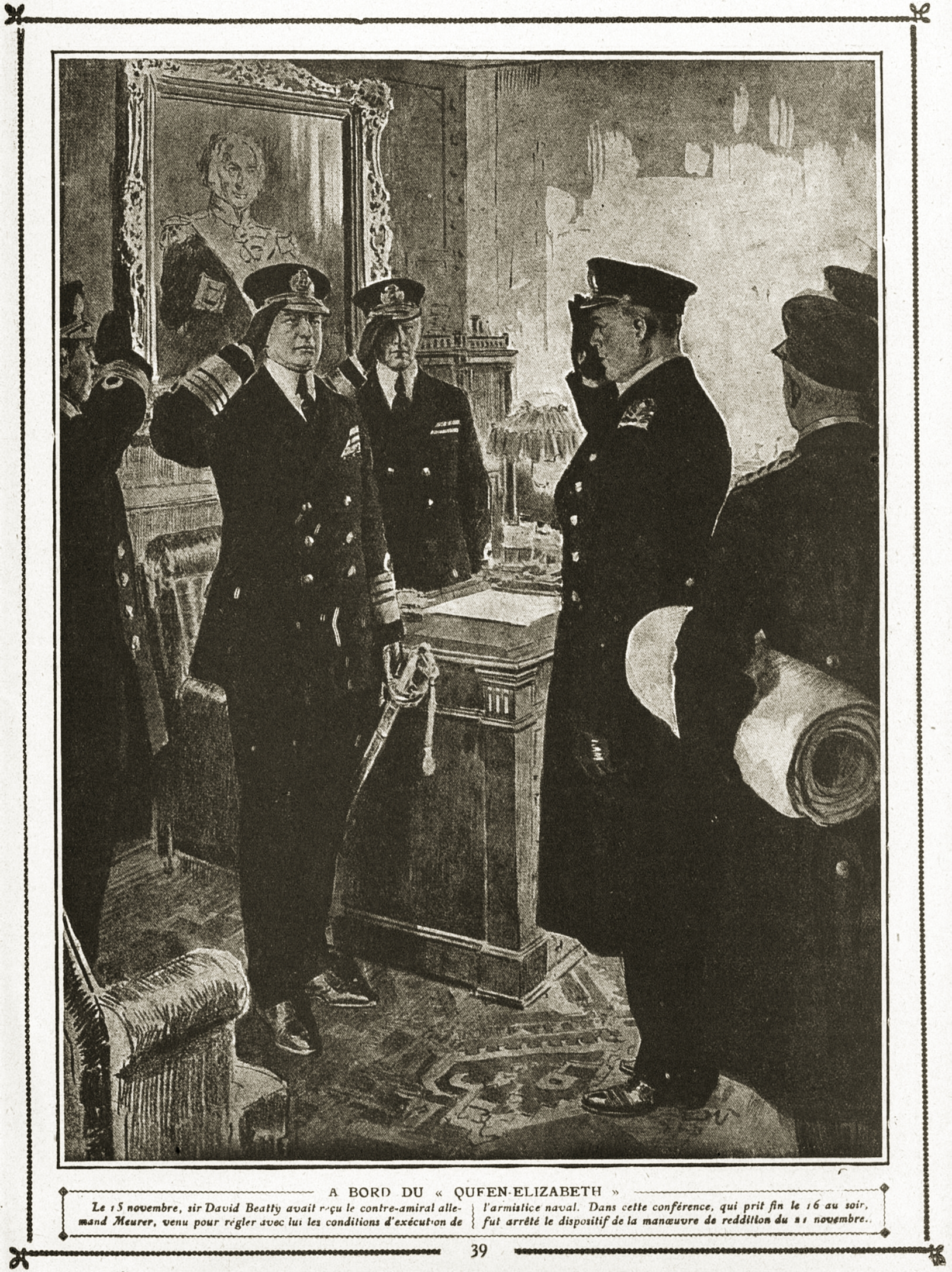
Hugo Meurer (saludando, a la izquierda) y Beatty a bordo del Queen Elizabeth, noviembre de 1918.

Hugo Meurer (28 de mayo de 1869 - 4 de enero de 1960) fue un Vicealmirante de la Marina Kaiserliche (Marina Imperial alemana). Fue el oficial naval alemán que manejó las negociaciones de la rendición de la flota alemana en noviembre de 1918 al final de Primera Guerra Mundial.

## Biografía
Nació en Sallach en Estiria. En 1886 se unió a la Marina Kaiserliche
Durante la Primera Guerra Mundial  ejerció como Comandante del SMS Deutschland en la Batalla de Jutlandia, y de 1916 hasta 1917 como capitán del acorazado SMS König En 1917 fue promovido al rango de Contralmirante (Konteradmiral), como el Almirante segundo del 4.º Escuadrón de Batalla de la Flota Hochseeflote, el cual se mantuvo hasta el final de la guerra.
Del 21 de febrero hasta el 2 de mayo de 1918, como comandante de la unidad especial (Sonderverband) del Mar Báltico, dirigió la expedición naval en la intervención alemana hacia la entonces guerra civil finlandesa. En noviembre de 1918 Meurer negoció como representante del Almirante Franz von Hipper junto con el Almirante David Beatty, los detalles de la rendición de la flota alemana.  Más que mostrar cualquier señal de magnanimidad hacia Meurer y su personal, Beatty en cambio decidió imponerles y humillarles. Beatty describió a Meurer como un ''miserable'' y eufórico acerca de como Meurer intimidaba durante las negociaciones.
Meurer era también el comandante de la estación naval del Báltico, establecido en Kiel. Se retiró en 1920 con el rango de Vicialmirante del Reichsmarine.
Falleció en 1960 en Kiel, donde fue sepultado.